# ザヴォロチエ
ザヴォロチエ（ロシア語: Заволочье）は、10世紀から14世紀にかけて用いられた歴史的地域名である。範囲としては、北ドヴィナ川とオネガ川流域から、ヴォロク（連水陸路）で連結しているオネガ湖、ベロエ湖、シェクスナ川流域までを併せた地域を指し（ザヴォロチエは前置詞「за / ザ」と名詞「Волок / ヴォロク」に拠り、「ヴォロクの向こう」を意味する。）、ノヴゴロド公国領の一部だった。当時は、毛皮用の動物や岩塩が豊富に獲得できる地域であり、住民もまた、狩猟、農業、漁労を主な生業としていた。

## 歴史
『原初年代記』の冒頭には、ザヴォロチエ・チュヂ（チュヂ・ザヴォロチスカヤ）族(ru)と呼ばれる部族が記されている。ザヴォロチエ・チュヂ族はチュヂ族と同じくフィン・ウゴル系と考えられているが、研究者によって諸説ある。
10世紀までは、オネガ湖からベロエ湖にかけての狭い範囲に、スラヴ系の人々が居住地を建設しているのと同時に、ザヴォロチエの東部のフィン・ウゴル系の人々に対し、ノヴゴロドの統治者がダーニ（貢税）を課し、あるいは商取引を行っていた。また、『原初年代記』の1096年の項には、ノヴゴロド軍がダーニのためにペチョラ川流域へ遠征したことが記されている。また、ダーニの徴税官（ノヴゴロド公国の場合はメチニク）が用いた確認印に記された地名としては、10世紀末にチフマニガ川(ru)、11世紀にピネガ(ru)とウスチ＝ヴァガ(ru)、エムツァ川(ru)とヴァガ川(ru)の名が確認できる。12世紀初頭には、スラヴ民族の居住地はオネガ川、ヴァガ川、北ドヴィナ川流域に拡大していた。1137年のノヴゴロド公スヴャトスラフによる勅令(ru) （教会の十分の一税の支払いを定めたものであり、キリスト教徒の住人の存在を意味する）の中には、オネガ川、ヴァガ川、エムツァ川（北ドヴィナ川に合流）沿いの村とポゴストが挙げられている。なおこの時期にはベロオゼロはロストフ・スーズダリ公国に属しており、ザヴォロチエの北部はノヴゴロトスカヤ・ゼムリャー(ru)（ノヴゴロドの地）に含まれていた。
14世紀の初めに、ベロオゼロ（ベロオゼロ公国）はモスクワ大公国に買い取られた。一方、ノヴゴロド側のザヴォロチエは、ドヴィンスカヤ・ゼムリャー（北ドヴィナの地）と称されるようになった。1462年には、ヴァガ川流域もモスクワ大公国領となり、ヴァジュスキー・ウエズド(ru)（ウエズド：郡）が作成された。1471年のシレニギの戦い(ru)の後、ノヴゴロドに対する権限を強めたモスクワは、多くの官吏を北ドヴィナ川流域に置いた。1478年、ドヴィンスカヤ・ゼムリャーの残りの部分は、ノヴゴロド公国自体と共にモスクワ大公国に組み込まれた。